# PlusServer

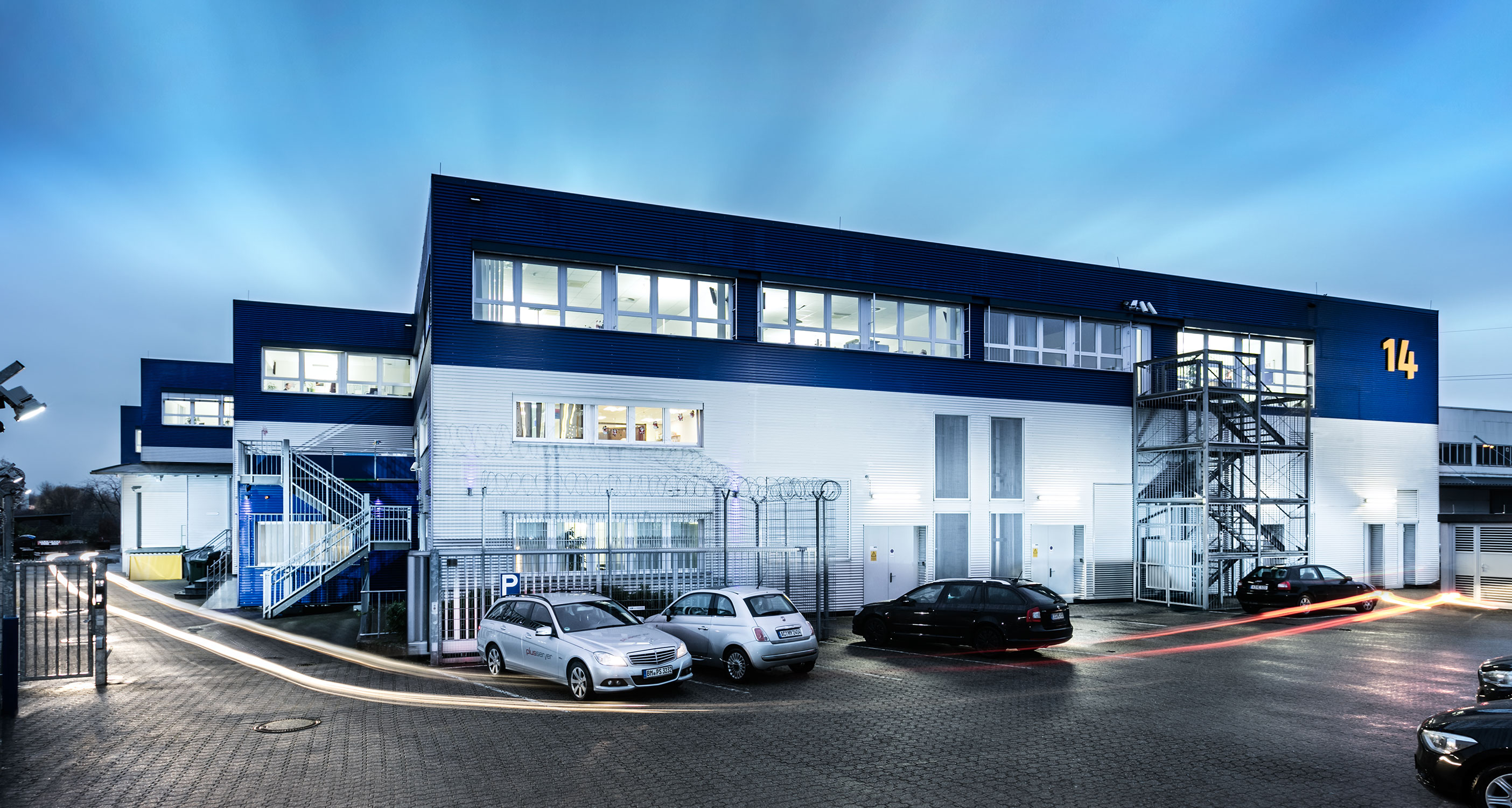
Rechenzentrum DataCore Köln

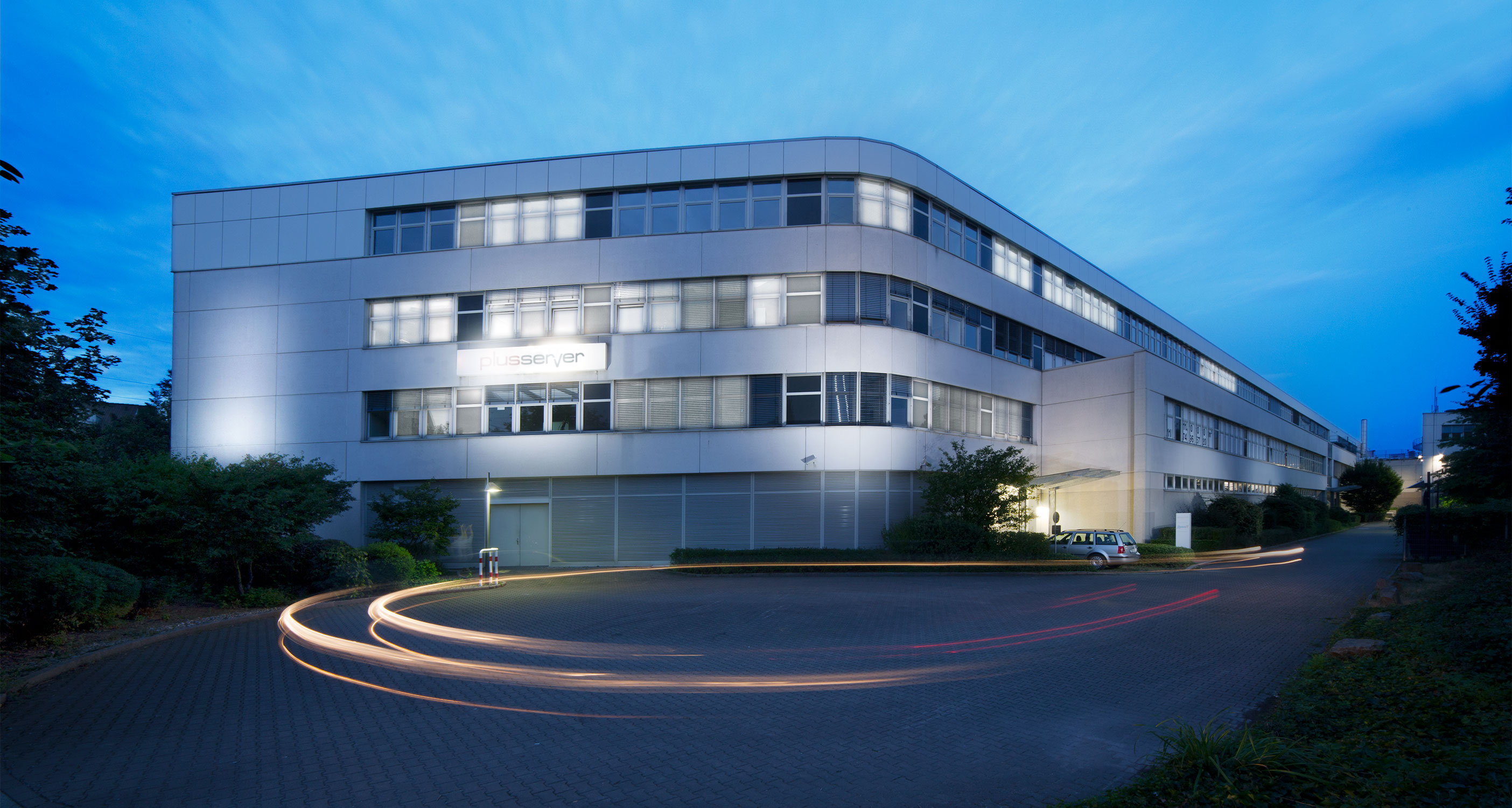
Rechenzentrum DataHub Düsseldorf

Die PlusServer GmbH (Eigenschreibweise: plusserver) ist ein Multi-Cloud Data Service Provider mit Kernmarkt in der D-A-CH-Region. Der Hauptsitz befindet sich in Köln. Die Produkte reichen von eigenen Cloud-Computing-Plattformen in deutschen Rechenzentren bis hin zum Management von Public-Cloud-Ressourcen, z. B. von Google Cloud Platform oder Amazon Web Services, welche für die Kunden um Managed Services ergänzt werden.

## Geschichte
1999 wurde die PlusServer GmbH durch Thomas Strohe und die Brüder Jochen Berger und Christoph Berger gegründet.
Anfang 2012 übernahm Oakley Capital 51 % der Anteile an den Hosting-Geschäftsbereichen des Konzerns. Die verbleibenden 49 % befanden sich in der Hand der Bellaxa AG, einer Gesellschaft der PlusServer-Gründer. Im Juli 2013 übernahm die PlusServer AG den Dresdner Hosting-Provider internet24 GmbH, 2014 den Colocation-Spezialisten MESH GmbH aus Düsseldorf sowie die Mainlab GmbH aus Frankfurt am Main.
Ende 2014 wurde PlusServer durch die Host Europe Group übernommen. Diese vereinte alle ihre Marken aus dem Geschäftsbereich Managed Hosting unter der Marke PlusServer.
Im April 2016 integrierte PlusServer die MCS Moorbek Computer Systeme GmbH aus Hamburg und die OpenIT GmbH aus Düsseldorf. Letztere hatte sich besonders auf IT-Security-Lösungen spezialisiert. Im Dezember 2016 übernahm der US-Provider GoDaddy die Host Europe Group und damit auch PlusServer. Eine Weiterveräußerung des Geschäftsbereichs Managed Hosting in Form der PlusServer GmbH wurde bereits nach der Übernahme angekündigt.
Im Juni 2017 wurde PlusServer wieder eigenständig mit dem Investor BC Partners. Der Verkauf erfolgte in einem Bieterwettbewerb. Das Unternehmen wurde dabei mit rund 400 Millionen Euro bewertet.
Im Oktober 2017 übernahm die PlusServer GmbH alle Anteile der Nexinto GmbH aus Hamburg. Die Marke Nexinto wurde vollständig durch die Marke PlusServer abgelöst.
Im Juni 2020 gab die Plusserver GmbH bekannt, eines der Gründungsmitglieder der europäischen Cloud-Initiative Gaia-X sowie eine der treibenden Kräfte im Sovereign Cloud Stack (SCS), einer Komponente von Gaia-X, zu sein. Im Dezember 2020 veröffentlichte Plusserver mit der Pluscloud open eines der ersten Cloud-Angebote, die auf dem Sovereign Cloud Stack basieren. Dabei kommen ausschließlich Open-Source-Technologien zum Einsatz.